# Erich Jooß

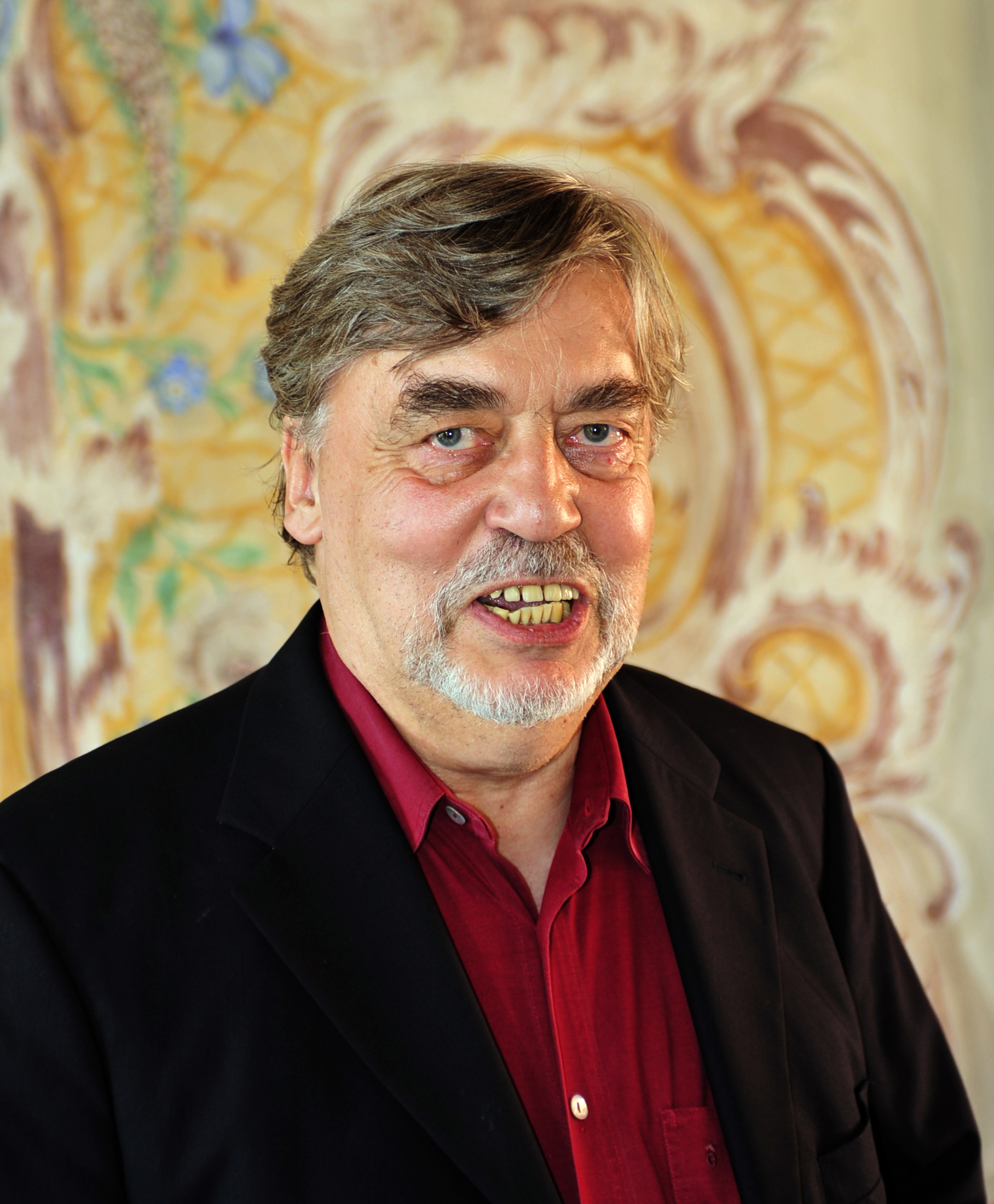
Erich Jooß, 2009

Erich Jooß (* 13. März 1946 in Hechingen; † 28. Oktober 2017 in Höhenkirchen-Siegertsbrunn, Landkreis München) war Direktor des Sankt Michaelsbundes, Vorsitzender des Medienrates der Bayerischen Landeszentrale für neue Medien (BLM) und Autor.

## Leben und Wirken
Erich Jooß studierte Germanistik, Geschichte und Politische Wissenschaften und promovierte in Germanistik. Im September 1976 begann er beim Sankt Michaelsbund als Assistent der Geschäftsleitung und war dort von 1984 bis 2011 geschäftsführender Direktor beider Verbände.
Ab dem Jahr 1989 war er Beauftragter der Bayerischen Bischofskonferenz für Neue Medien. 1993 wurde er als Vertreter der Einrichtungen „Erwachsenenbildung“ Mitglied im Medienrat der BLM. Von 2003 bis April 2017 war Jooß Vorsitzender des Medienrates. Seit dem Jahr 1989 war er Beauftragter der Bayerischen Bischofskonferenz für Neue Medien sowie zwischen 2001 und 2011 Berater der Publizistischen Kommission der Deutschen Bischofskonferenz. 2013 wurde er zum stellvertretenden Präsidenten der Deutschen Akademie für Kinder- und Jugendliteratur e. V. gewählt. Neben diesen Tätigkeiten war Erich Jooß, der Präsident der Münchner Turmschreiber war, Autor von vielen Kinderbüchern.

## Ehrungen und Auszeichnungen
Für seine Verdienste wurde Jooß 2005 mit dem päpstlichen Silvesterorden (Komtur) und dem Bayerischen Poetentaler sowie 2006 mit dem Bayerischen Verdienstorden und der Bayerischen Verfassungsmedaille in Silber ausgezeichnet.

## Werke
- Aspekte der Beziehungslosigkeit, Selb 1976
- Die katholische öffentliche Bücherei, München [u. a.] 1981 (zusammen mit Michael Mücke und Irmgard Rothweiler)
- Das Krokodil des Herrn Pfefferminz, München [u. a.] 1983
- Georg kämpft mit dem Drachen, Düsseldorf 1986 (zusammen mit Antonella Bolliger-Savelli)
- Christophorus, Freiburg im Breisgau [u. a.] 1987 (zusammen mit Herbert Holzing)
- Fürchtet euch nicht!, Freiburg im Breisgau [u. a.] 1987
- Der Fuchs, der Vogel und das Lebenswasser, Würzburg 1988 (zusammen mit Erich Hölle)
- Der Kater und die Füchsin, Oberursel/Ts. 1988 (zusammen mit Katerina Lovis)
- Nikolaus, Freiburg im Breisgau [u. a.] 1989
- Der rote Ball, Oberursel/Ts. 1990 (zusammen mit Erich Hölle)
- Die wunderbare Geschichte vom Mädchen und dem Einhorn, Würzburg 1990 (zusammen mit Erich Hölle)
- Der Himmelsbaum, Freiburg im Breisgau [u. a.] 1991 (zusammen mit Eva Johanna Rubin)
- Mein kleines Buch von Ostern, Hildesheim 1992 (zusammen mit Linda Wolfsgruber)
- Simon und der Zauberer mit dem Vogelgesicht, Würzburg 1992 (zusammen mit Herbert Holzing)
- 12 Monate hat das Jahr, Würzburg 1992 (zusammen mit Pieter Kunstreich)
- Der Zauberschirm, Würzburg 1994 (zusammen mit Gabriele Hafermaas)
- Der Sohn des Häuptlings, Mödling [u. a.] 1995 (zusammen mit Antoni Boratyński)
- Der Reiherbaum, Würzburg 1996
- Der Mann und die Wolke und andere lautlose Geschichten, München 1997
- Kinder des Himmels und der Erde, München 1998
- König Kaktus, Hamburg 1999 (zusammen mit Renate Seelig)
- Was meinst Du, lieber Gott?, Würzburg 1999
- Es war einmal in Bethlehem, München 2000
- Der Freund der Adler, Würzburg 2000 (zusammen mit Gabriele Hafermaas)
- Weißt du, daß die Sterne singen, Freiburg im Breisgau [u. a.] 2000
- Das Geschenk des kleinen Hirten, Kevelaer 2001 (zusammen mit Margret Bernard-Kress)
- Eine literarische Liebe, Pfaffenhofen 2001
- Der Meister, der Träume schicken konnte, Freiburg im Breisgau [u. a.] 2002 (zusammen mit Renate Seelig)
- Daniel in der Löwengrube, Stuttgart [u. a.] 2003 (zusammen mit Anne Ebert)
- Franziskus und das Lied der Lerche, Stuttgart [u. a.] 2003
- Vom Glanz, den Engel verbreiten, Freiburg im Breisgau [u. a.] 2003
- Der Engel, der keinen Namen hatte, Freiburg im Breisgau [u. a.] 2004
- Die Weisheit des heiligen Leonhard, Rosenheim 2004
- Die Weisheit des heiligen Franziskus, Rosenheim 2004 (zusammen mit Klaus G. Förg)
- Als Himmel und Erde noch eins waren, Freiburg im Breisgau [u. a.] 2005
- Die Weisheit der Schutzheiligen, Rosenheim 2005 (zusammen mit Klaus G. Förg)
- Die Bibel, erzählt für Kinder, Freiburg im Breisgau 2006
- Leuchte, mein Stern, leuchte, Lahr 2006
- Martins Mantel, Stuttgart [u. a.] 2006 (zusammen mit Renate Seelig)
- Ritter Georg und der Kampf mit dem Drachen, Freiburg im Breisgau [u. a.] 2006 (zusammen mit Steffen Faust)
- Elisabeth von Thüringen und das Wunder der Rosen, Freiburg im Breisgau [u. a.] 2007 (zusammen mit Steffen Faust)
- Gegrüßet seist du, Maria, Rosenheim 2007 (zusammen mit Klaus G. Förg)
- Nierentisch mit Weihnachtsstern, Freiburg, Br. [u. a.] 2007
- Büchereigeschichte, Schrobenhausen 2008 (zusammen mit Franz Josef Mayer und Josef Beyrer)
- Der Riese Christophorus und der König der Welt, Freiburg, Br. [u. a.] 2008 (zusammen mit Steffen Faust)
- Die große Märchenreise, München 2009
- Die Zauberfeder, München 2009
- Denn das Herz ist eine Vogelfeder, München 2010
- Am Ende der sichtbaren Welt, München 2011
- Die lange Nacht des Vogelfängers, München 2011
- Die guten Gaben des heiligen Nikolaus, Stuttgart [u. a.] 2012
- Franz von Assisi und die Sprache der Tiere, Stuttgart [u. a.] 2013
- Die schönsten Geschichten vom heiligen Nikolaus, Stuttgart [u. a.] 2013
- Die schönsten Geschichten von Sankt Martin, Stuttgart [u. a.] 2014
- Das Kind, das die Welt verändert hat, Würzburg 2014
- Rübezahl, Stuttgart 2015
- blues in der früh, Hauzenberg 2015
- Das Mädchen, der Luftballon und der Mond, Weitra 2016
- Drei Könige, Stuttgart, 2017

## Herausgeberschaft
- Rampenscheinwelt, Selb 1978 (hrsg. zusammen mit Joachim Putlitz)
- Geschichten von Hirten, Heiligen und Narren, Freiburg im Breisgau [u. a.] 1983
- Deutsche Gedichte des zwanzigsten Jahrhunderts, Ottobrunn bei München 1984
- Wir haben das Kind gesehen, Freiburg im Breisgau [u. a.] 1984
- Das Brotwunder, Freiburg im Breisgau [u. a.] 1986
- Ein Hauch von Paradies, Freiburg im Breisgau [u. a.] 1986 (hrsg. zusammen mit Hermann Kirchhoff)
- Katholische Kindheit, Freiburg im Breisgau [u. a.] 1988 (hrsg. zusammen mit Werner Ross)
- Wege der Literaturförderung, München 1988
- Das große Buch der Kindergebete, Freiburg im Breisgau [u. a.] 1989
- Michael Ende: Worte wie Träume, Freiburg im Breisgau [u. a.] 1991
- Der Tod ist in der Welt, Würzburg 1993 (herausgegeben zusammen mit Inge Jooß)
- Rafik Schami: Zeiten des Erzählens, Freiburg im Breisgau 1994
- Weihnachten mit den Augen der Kinder, Freiburg im Breisgau [u. a.] 1995
- Nachgedacht, Würzburg 1997 (herausgegeben zusammen mit Ulrich Harprath)
- Rafik Schami: Damals dort und heute hier, Freiburg im Breisgau [u. a.] 1998
- Baustellen des Himmels, München 2001
- Den Wind kann man nicht fangen, München 2005 (hrsg. zusammen mit Regina Jooß)
- Das Bärenbuch, München 2008
- Die Hoffnung fährt schwarz, München 2010 (herausgegeben zusammen mit Anton G. Leitner und Georg Maria Roers)